# ДТ-29
ДТ-29 (Дегтярьова танковий, Індекс ГРАУ-56-П-322) — танковий кулемет, розроблений В. О. Дегтярьовим в 1929 р.

## Історія
Танковий кулемет ДТ поступив на озброєння Червоної Армії в 1929 році під позначенням "7,62-мм танковий кулемет системи Дегтярьова зр. 1929 "(ДТ-29). Він був по суті модифікацією сконструйованого в 1927 році 7,62-мм ручного кулемета ДП. Розробка цієї модифікації була здійснена Г. С. Шпагіним з урахуванням особливостей установки кулемета в тісному бойовому відділенні танку чи бронеавтомобіля.
Замість дерев'яного приклада став встановлюватися висувною металевий. Стандартний громіздкий магазин з однорядним розташуванням патронів замінений на магазин з трирядним розташуванням вміщає 63 патрона.
Кулемет встановлювався на шарову установку, розроблену Г. С. Шпагіним, що дозволяла легко наводити кулемет в горизонтальній і вертикальній площинах. Також кулемет забезпечувався парусиновим гільзоуловлювачем.
У 1944 році була модифікована зворотно-бойова пружина і кулемет отримав позначення ДТМ (Індекс ГАУ-56-П-322М).

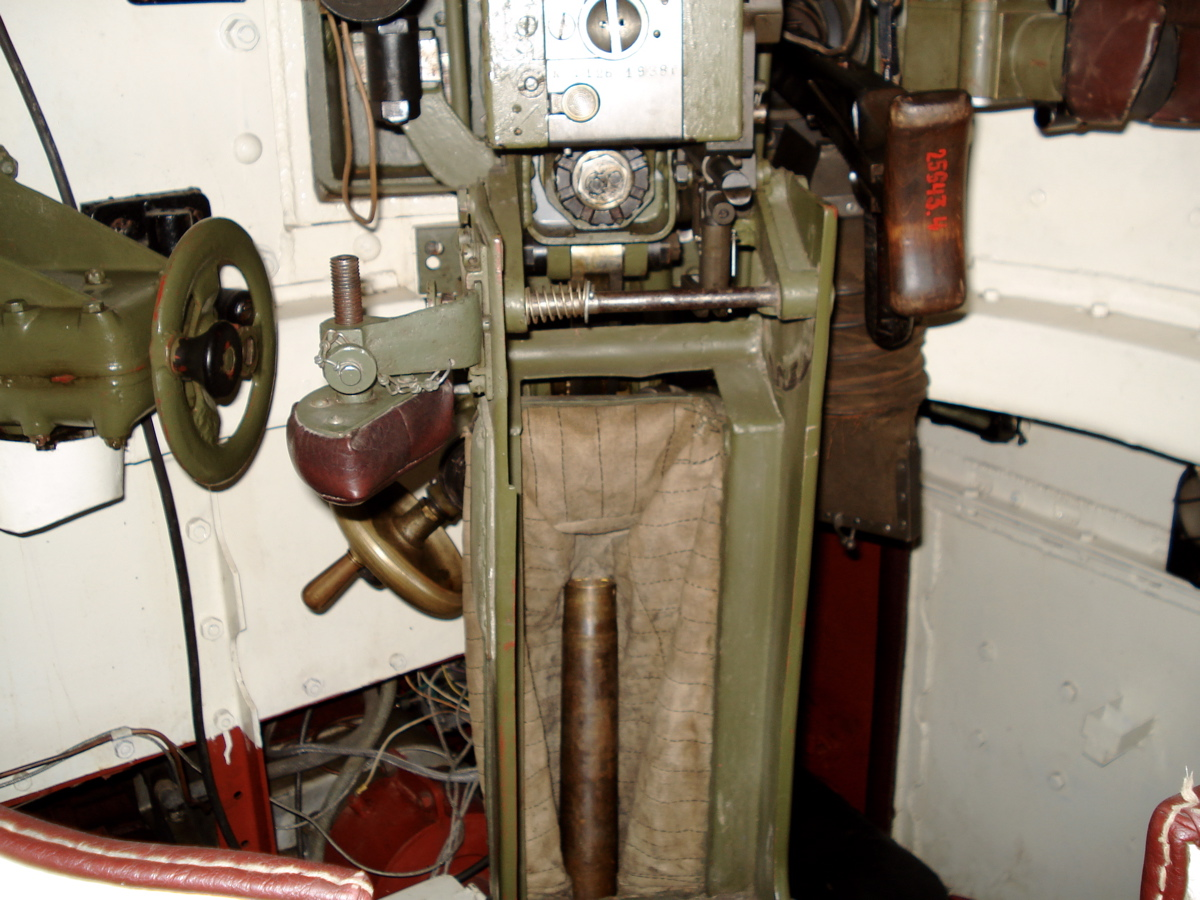
Усередині башти фінського Т-26, праворуч видно приклад ДТ з червоними цифрами

## ДТ наТ-26
Озброєння Т-26 зр. 1931 становили два 7,62-мм кулемети ДТ, які розміщувалися в шарових установках в лобовій частині башт. Наведення кулеметів здійснювалося за допомогою діоптричного прицілу. ДТ мав дальність ефективної стрільби в 600—800 метрів і максимальну прицільну дальність до 1000 метрів. Живлення кулемета здійснювалося з дискових магазинів ємністю 63 патронів, Темп стрільби становив 600, а бойова швидкострільність — 100 пострілів за хвилину. Для стрільби застосовувався патрон з важкою, бронебійною, трасуючою, бронебійно-трасуючою і пристрілювальною кулею. Як і на інших радянських танках, установка кулеметів була швидкоз'ємною для забезпечення використання їх екіпажем поза танком, тому кулемети комплектувалися сошками. Боєкомплект кулеметів становив 6489 патронів в 103 магазинах.

## ДТ наТ-34

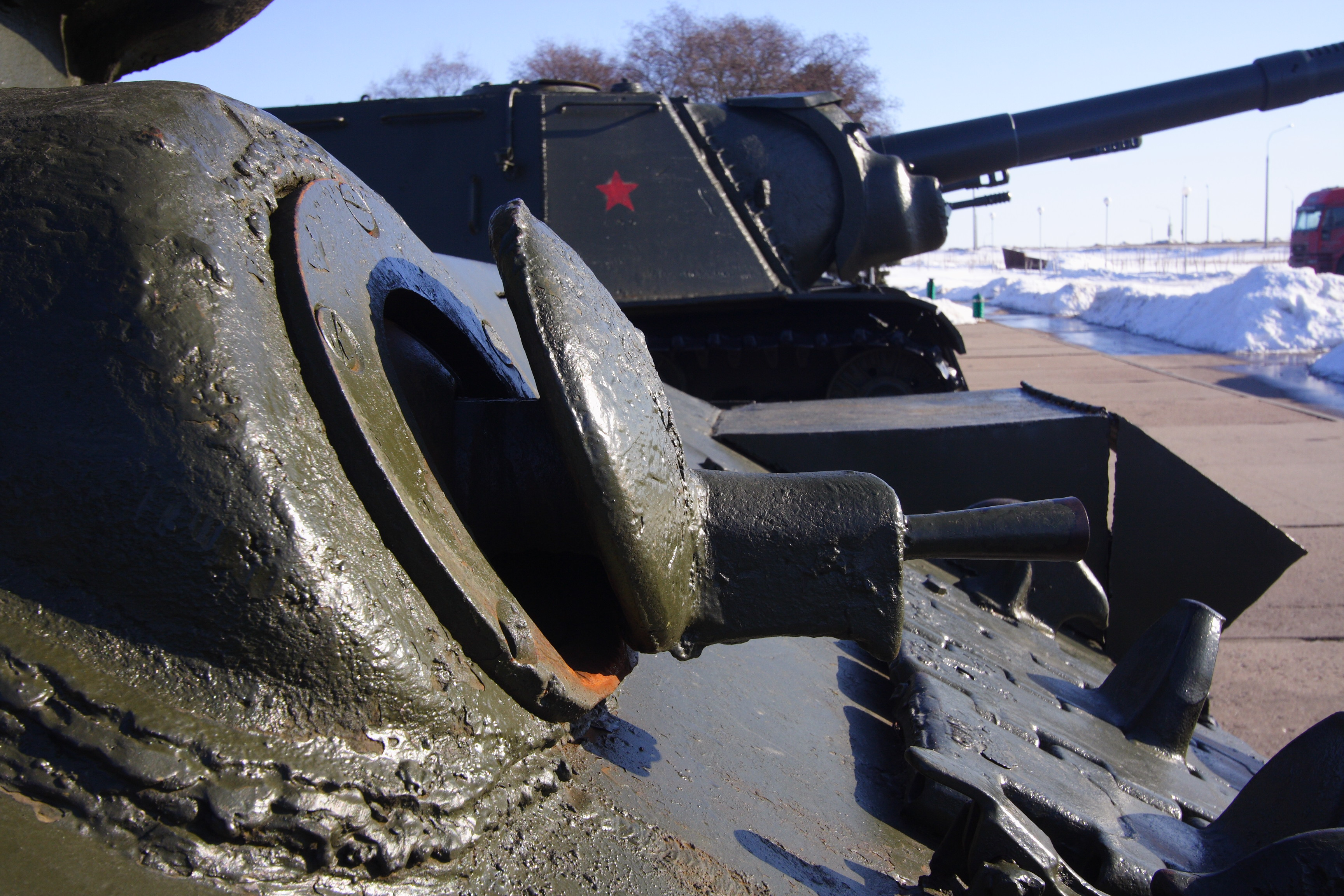
ДТ в лобовій плиті Т-34-85 на Кургані Слави.

Два кулемети ДТ були допоміжним озброєнням танків Т-34 та Т-34-85. Один з них («спарений») розміщувався в спареній з гарматою установці і мав спільні з нею кути наведення. Інший («курсовий») знаходився в шаровій установці у верхній лобовій плиті корпусу, його кути наведення становили ± 12° в горизонтальній площині і −6 … +16° у вертикальній. Боєкомплект кулеметів становив на танках ранніх випусків, за різними даними, 46 або 49 дисків по 63 патрона (в сумі 2898 або 3087 патронів), на самих ранніх машинах, які не мали радіостанції, він збільшувався до 75 дисків (4725 патронів). На Т-34 з «поліпшеною» баштою, боєкомплект складався з 50 дисків (3150 патронів).

## Галерея

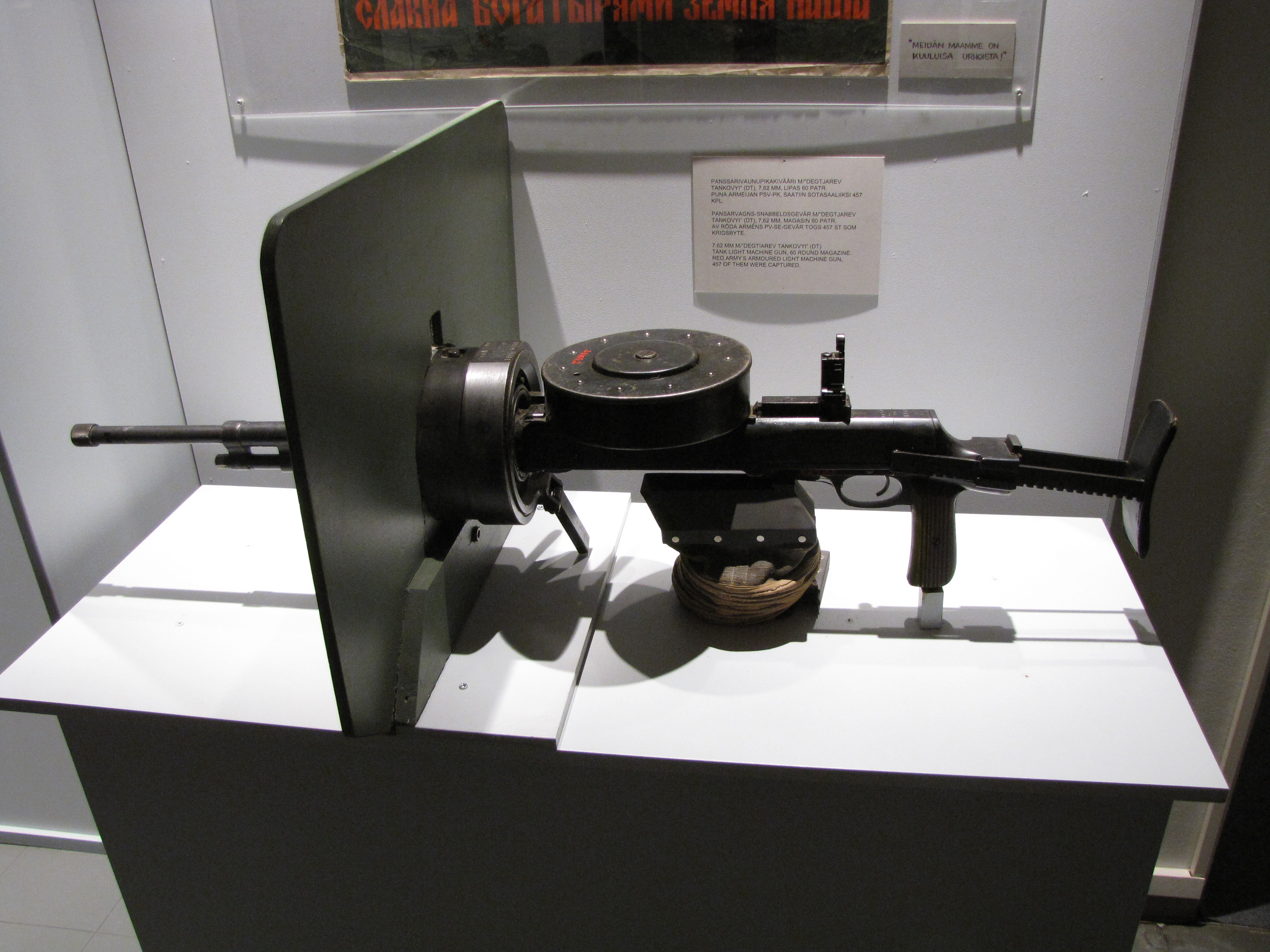
Кулемет в Військовому музеї Фінляндії[en]
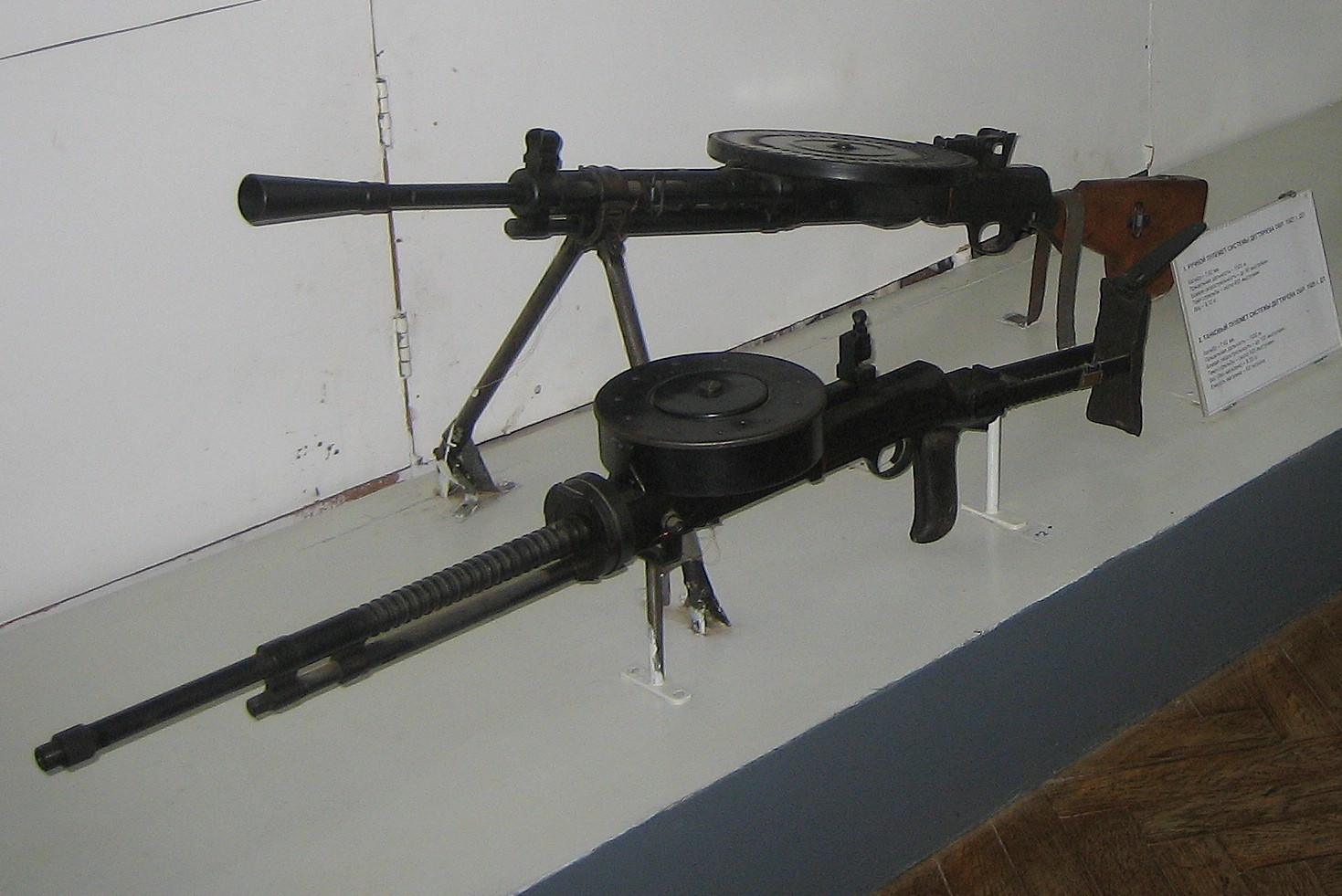
ДП і ДП у Військово-історичному музеї артилерії, інженерних військ і військ зв'язку
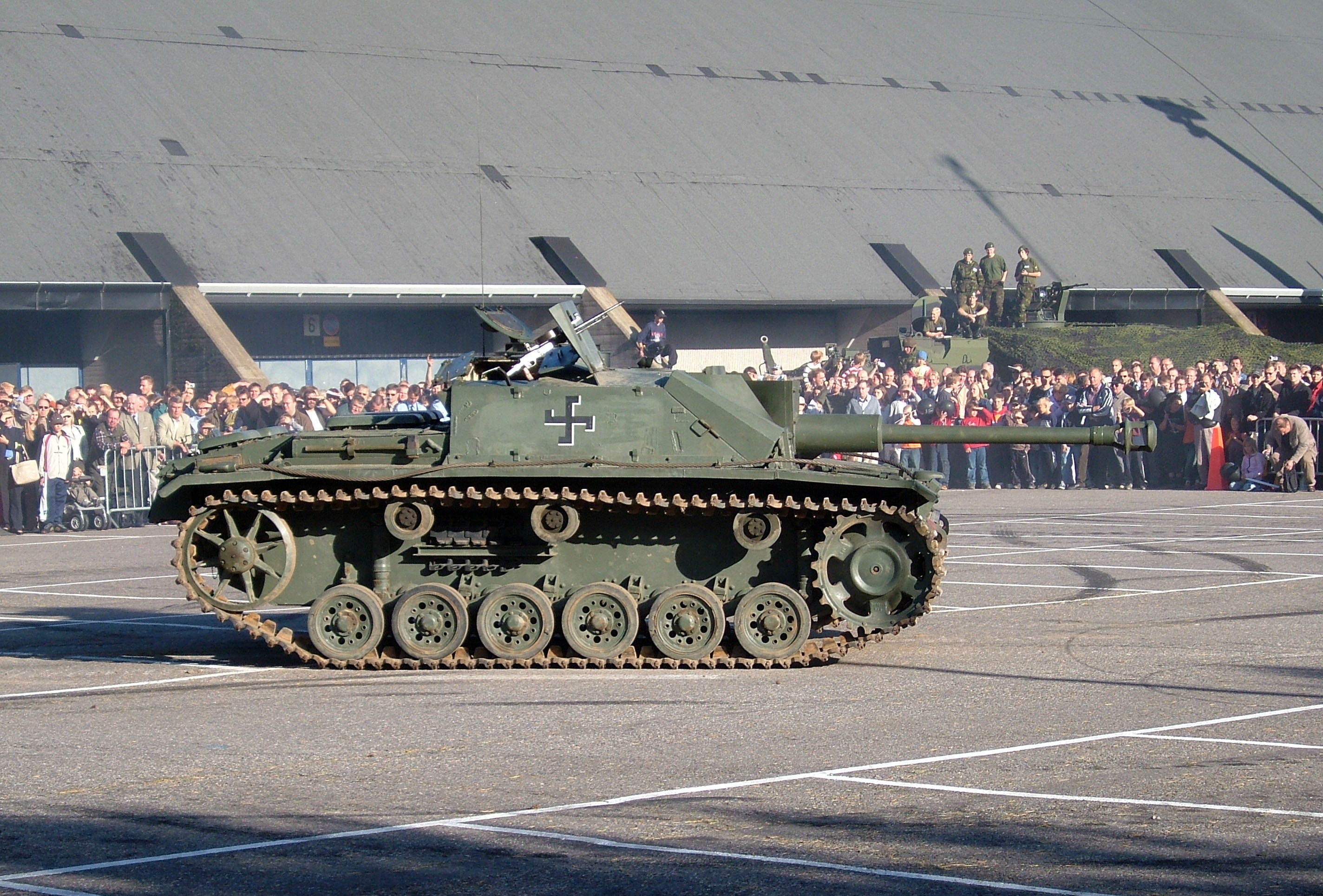
Фінський StuG III Ausf.G. з зенітним ДТ, Тампере, 2005
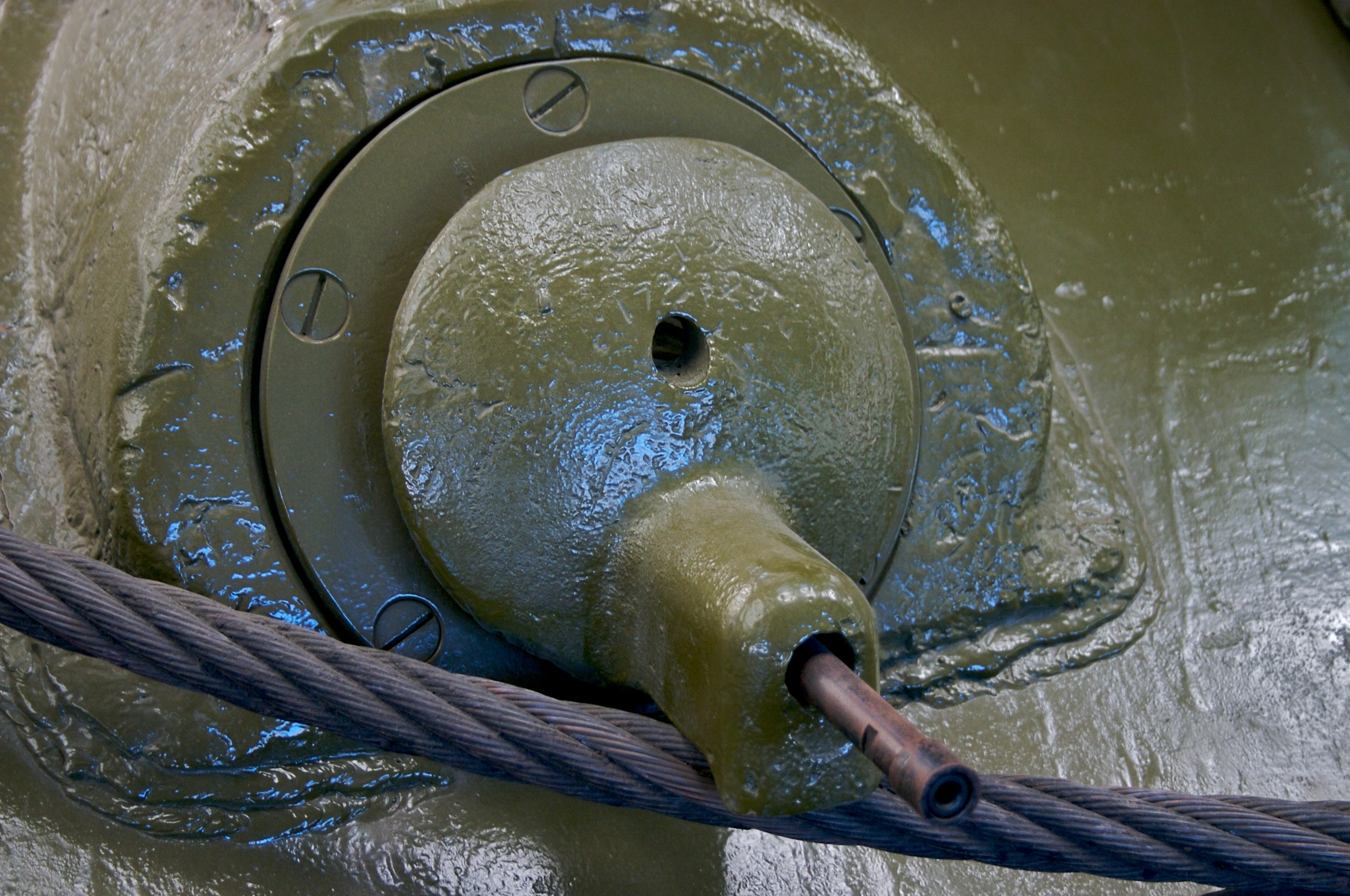
ДТ в лобовій плиті корпуса Т-34
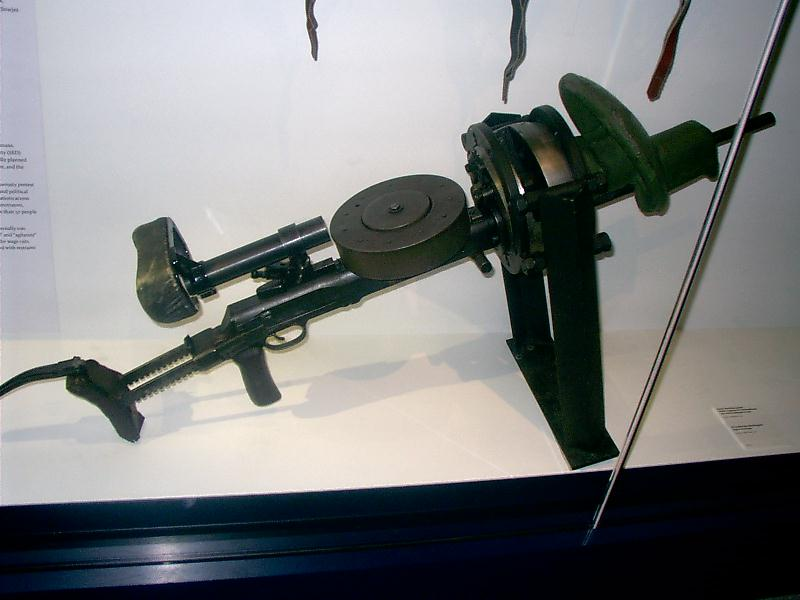
Кулемет Дегтярьова танковий з прицілом і бронемаскою у  музеї Бундесверу